# Baškirská autonomní sovětská socialistická republika
Baškirská autonomní sovětská socialistická republika (Baškirská ASSR) (baškirsky: Башҡорт Автономиялы Совет Социалистик Республикаhы, rusky: Башкирская Автономная Советская Социалистическая Республика) byla autonomní sovětská socialistická republika spadající pod Ruskou SFSR, která byla součástí Sovětského svazu. Po jeho rozpadu se z Baškirské ASSR stala republika Baškortostán.

## Vznik
Baškortostán byl během Ruské občanské války dějištěm mnoha bitev mezi bolševiky a bělogvardějci. Mezitím padlo rozhodnutí o ustavení autonomní republiky pro národnostní menšiny v rámci Ruské SFSR, o kterém se jednalo při „všebaškirském sjezdu“ v červenci, srpnu a v prosinci 1917 v Orenburgu. Částem bývalých gubernií Ruského impéria (Orenburské, Permské, Ufinské a Samarské gubernie, celkem 79 tisíc km², 1,2 milion obyvatel) se na začátku roku 1918 začalo říkat „Malý Baškortostán“. 20. března 1919 vznik Baškirské ASSR posvětilo po jednání s baškirskými bolševiky i vedení Ruské SFSR a 23. března 1919 Baškirská ASSR oficiálně vznikla jako vůbec první ASSR s prvky vlastní státnosti v rámci Ruské SFSR. 14. června 1922 byl vydán dekret o změně hranic Baškirské ASSR, podle kterého Baškortostán získal mnohá území bývalé Čeljabinské gubernie a takřka zbytek Ufinské gubernie, kromě Menzelinského újezdu, který byl předán Tatarské ASSR. Podle tohoto dekretu byl hlavním městem Baširské ASSR potvrzena Ufa a ustanoveny administrativní struktury.

## Zánik
Baškirská ASSR v říjnu 1990 deklarovala nezávislost na Ruské SFSR, takže se chtěla přeměnit v Baškirskou sovětskou socialistickou republiku. Kvůli rozpadu SSSR k tomu nedošlo. V roce 1992 tedy představitelé Baškirské ASSR vyhlásili úplnou nezávislost na Rusku a změnili název této ASSR na republiku Baškortostán. Po roce se však opět Baškortostán vrátil pod ruskou jurisdikci a stvrdil svou příslušnost k Rusku Ústavou z roku 1993.

## Obyvatelstvo
Baškirskou ASSR obývali nejpočetnější Rusové, následovaní Tatary, a až pak Baškiry. Nepatrnou část obyvatelstva tvořili Čuvaši a Marijci, zbytek ostatní národy. Baškirové, podle nichž se tato ASSR jmenovala, tvořili se svými necelými 864 000 obyvateli pouze třetí největší národnost. Baškirové obývali převážně venkovské oblasti, zatímco Rusové tvořili zdrcující většinu v miliónovém hlavním městě Baškirské ASSR Ufě.
|           | sčítání lidu 1926  | sčítání lidu 1939  | sčítání lidu 1959  | sčítání lidu 1970  | sčítání lidu 1979  | sčítání lidu 1989  |
| --------- | ------------------ | ------------------ | ------------------ | ------------------ | ------------------ | ------------------ |
| Baškirové | 625,845 (23,5 %)   | 671,188 (21,2 %)   | 737,744 (22,1 %)   | 892,248 (23,4 %)   | 935,880 (24,3 %)   | 863,808 (21,9 %)   |
| Rusové    | 1,064,707 (39,9 %) | 1,281,347 (40,6 %) | 1,418,147 (42,4 %) | 1,546,304 (40,5 %) | 1,547,893 (40,3 %) | 1,548,291 (39,3 %) |
| Tataři    | 621,158 (23,3 %)   | 777,230 (24,6 %)   | 768,566 (23,0 %)   | 944,505 (24,7 %)   | 940,436 (24,5 %)   | 1,120,702 (28,4 %) |
| Čuvaši    | 84,886 (3,2 %)     | 106,892 (3,4 %)    | 109,970 (3,3 %)    | 126,638 (3,3 %)    | 122,344 (3,2 %)    | 118,509 (3,0 %)    |
| Marijci   | 79,298 (3,0 %)     | 90,163 (2,9 %)     | 93,902 (2,8 %)     | 109,638 (2,9 %)    | 106,793 (2,8 %)    | 105,768 (2,7 %)    |
| Ostatní   | 189,942 (7,1 %)    | 232,149 (7,3 %)    | 213,280 (7,4 %)    | 198,742 (5,2 %)    | 190,933 (5,0 %)    | 166,294 (4,7 %)    |

## Seznam představitelů Baškirské ASSR
První tajemník Komunistické strany v Baškirské ASSR
- Haris Jumagulovič Jumagulov (listopad 1919 – prosinec 1919)
- Ahmetkamal Ahmadinurovič Kaspransky (březen 1920 – květen 1920)
- Petr Michailovič Vikman (červenec 1920 – květen 1921)
- Ahmed Almuhametovič Bijšev (červen 1921 – listopad 1921)
- Šagit Ahmetovič Hudaiberdin (23. listopadu – březen 1922)
- A. I. Žehanov (duben 1922 – září 1922)
- Boris Nikolajevič Nimvický (1922 – 1923)
- Ruben Airapetovič Vosnakov (1923- 1924)
- Michail Osipovič Razumov (1924 – 1926)
- Eduard Ivanovič Jurjevič (1926 – 1930)
- Jakov Borisovič Bykin (1930 – 6. října 1937)
- Alexandr Tarasovič Zalikin (6. října 1937 – leden 1939)
- Grigorij Sergejevič Rastegin (leden 1939 – listopad 1939)
- Ivan Semjonovič Anošin (listopad 1939 – leden 1942)
- Semjon Borisovič Zaďjončenko (leden 1942 – 26. ledna 1943)
- Semjon Děnisovič Ignaťjev (leden 1943 – 1946) – první funkční období
- Sabir Ahmedjanovič Vagapov (1946 – prosinec 1953)
- Semjon Děnisovič Ignaťjev (prosinec 1953 – 14. června 1957) – druhé funkční období
- Zija Nurjevič Nurjovová (14. ledna 1957 – 15. července 1969)
- Midhat Zakirovič Šakirov (15. července 1969 – 23. června 1987)
- Ravmer Hasanovič Habibulin (23. června 1987 – 10. února 1990)
- Igor Alexejevič Gorbunov (10. února 1990 – srpen 1991)

Předseda Revolučního výboru
- Achmed Achmedšakovič Zakivalidov (21. února 1919 – 17. května 1919) – první funkční období
- Haris Jumagulovič Jumagulov (17. května 1919 – 20. ledna 1920)
- Achmed Achmedšakovič Zakivalidov (20. ledna 1920 – 26. června 1920) – druhé funkční období
- F.S. Mansyrov (26. června – 28. července 1920)

Předseda Ústředního výkonného výboru
- Galij Kamaletdinovič Šamigulov (28. července 1920 – říjen 1920)
- Musa Lutovič Murtazin (leden 1921 – únor 1922)
- Šagit Ahmetovič Hudaiberdin (únor 1922 – červenec 1922)
- Chafíz Kusajevič Kušajev (1922 – březen 1929)
- Mansurov (březen 1929) – zastupující
- G. S. Šafikov (březen 1929 – únor 1931)
- Afzal Muchitdinovič Tagirov (únor 1931 – červen 1937)
- Ráchim Kirjevič Ibragimov (říjen 1937 – červenec 1938)

Předseda Prezídia Nejvyššího sovětu Baškirské ASSR
- Ráchim Kirjevič Ibragimov (červenec 1938 – listopad 1946)
- Gilman Vildanovič Nigmadžanov (listopad 1946 – únor 1950)
- Faizrachman Zagafuranovič Zagafuranov (červenec 1950 – březen 1967)
- Faizulla Valjevič Sultzanov (březen 1967 – duben 1990)
- Murtaza Gubaidullovič Ráchimov (7. dubna 1990 – 11. října 1991)

Předseda Nejvyšší rady Baškirské ASSR
- Murtaza Gubaidullovič Ráchimov (11. října 1991 – 25. prosince 1991)

Předseda lidového sekretariátu
- Junus Julbarisovič Bikbor (červen 1918 – prosinec 1918)
- Mstislav Alexandrovič Kulajev (prosinec 1918 – 22. února 1919)

Předseda Rady lidových komisařů
- Mstislav Alexandrovič Kulajev (22. února 1919 – 1919)
- Achmed Achmedšakovič Zakivalidov (1919 – 1920)
- Galij Kamaletdinovič Šamigulov (28. července – leden 1921)
- Ahmed Almuhametovič Bijšev (leden 1921 – červenec 1921)
- Mullajan Davletšinovič Chalikov (červenec 1921 – listopad 1925)
- Aksan Bajmurzič Muchametdkulov (listopad 1925 – leden 1930)
- Zinatulla Gizatovič Bulašjov (leden 1930 – říjen 1937)
- Fazyl Valjachmetovič Šagimardanov (říjen 1937 – únor 1940)
- Sabir Ahmeďjanovič Vagapov (únor 1940 – duben 1946)
- Nasyr Rafikovič Urazbajev (duben 1946 – červen 1946)

Předseda Rady ministrů
- Nasyr Rafikovič Urazbajev (červen 1946 – duben 1951)
- Valej Gabejevič Nabjullin (duben 1951 – únor 1962)
- Zakerija Sarafutdinovič Aknazarov (únor 1962 – leden 1986)
- Marat Parisovič Mirgazjamov (leden 1986 – 25. prosince 1991)